# (25158) Berman
(25158) Berman est un astéroïde de la ceinture principale.

## Description
(25158) Berman est un astéroïde de la ceinture principale. Il fut découvert le 17 septembre 1998 à la station Anderson Mesa par le programme LONEOS. Il présente une orbite caractérisée par un demi-grand axe de 2,42 UA, une excentricité de 0,21 et une inclinaison de 1,6° par rapport à l'écliptique.